# Aneuploidia
L'aneuploidia è una variazione nel numero dei cromosomi, rispetto a quello che normalmente caratterizza le cellule di un individuo della stessa specie. L'aneuploidia è una anomalia cromosomica.
Può avvenire per differenti motivi:
- Durante la mitosi o la meiosi è possibile che un cromosoma venga "perso", per esempio se il suo centromero è stato cancellato;
- È avvenuta una "fusione" di due cromosomi in seguito a una traslocazione robertsoniana;
- Un evento di non-disgiunzione durante la meiosi o la mitosi. Normalmente i cromosomi omologhi (alla meiosi I) o i cromatidi fratelli all'anafase (meiosi II o mitosi) migrano verso i poli opposti; quando questo non avviene si verifica una non disgiunzione dei cromosomi che può interessare sia autosomi sia cromosomi sessuali;
- La maggior parte dei tumori sono aneuploidi. Nonostante l'aneuploidia delle cellule tumorali sia stata per lungo tempo considerata un epifenomeno senza conseguenze sul comportamento della cellula neoplastica[1], il lavoro svolto da Peter Duesberg, seguito da quello di altri, ha contribuito a stabilire una relazione diretta tra aneuploidia e fenotipo tumorale[2]. L'aneuploidia comunque può essere presente fisiologicamente anche in alcune delle cellule di tessuti normali, come per esempio il fegato, dove non è perfettamente chiaro che ruolo svolga[3][4]
- Nell'uomo la perdita o l'acquisto di un cromosoma (autosoma o cromosoma sessuale) in tutte le cellule dell'individuo, determina uno sviluppo anomalo o in casi più gravi può indurre ad aborto spontaneo nelle prime settimane di gestazione. Nel primo caso ricordiamo le trisomie dei cromosomi 21, 18, 13 note rispettivamente come: sindrome di Down, sindrome di Edwards e sindrome di Patau. Tali sindromi sono relative ad aneuploidie autosomiche; possono verificarsi anche aneuploidie sessuali (eterosomiche, meno gravi) come: sindrome di Turner (X0), sindrome di Klinefelter (XXY), sindrome di Jacobs (XYY), sindrome della tripla X (XXX), XXXY e XXYY.

Naturalmente specie diverse hanno un diverso numero di cromosomi, perciò il termine "aneuploidia" si riferisce a un numero di cromosomi diverso da specie a specie.

## Cromosomi
Ogni cellula del corpo umano, a parte i globuli rossi (anucleati) e i gameti (aploidi), ha 23 coppie di cromosomi (per un totale di 46). In ciascuna coppia un cromosoma è di origine materna e l'altro è di origine paterna. Le prime 22 coppie di cromosomi (denominati autosomi) sono numerate da 1 a 22, e sono ordinate dalla più grande alla più piccola in uno schema definito cariotipo (vedi figura). La coppia di cromosomi n° 23 rappresenta i cromosomi sessuali. Femmine normali hanno due cromosomi X, mentre i maschi normali hanno un cromosoma X e un cromosoma Y.

Cariotipo umano di un organismo di sesso maschile. Rappresenta le 22 coppie di cromosomi autosomi più i cromosomi sessuali XY

Durante la meiosi, quando le cellule germinali si dividono per creare spermatozoi e ovociti (gameti), le coppie di cromosomi si dividono in modo da spartirsi tra i due gameti aploidi (una copia del cromosoma in ogni gamete). Durante questo processo possono verificarsi eventi di non-disgiunzione, per cui può capitare che in un gamete finiscano entrambi i cromosomi di una coppia e quindi questi risultano totalmente mancanti nell'altro.
La maggior parte degli embrioni non può sopravvivere con autosomi mancanti o extra e sono abortiti spontaneamente. L'aneuploidia più frequente nell'uomo è la trisomia 16, anche se i feti affetti dalla versione completa di questa anomalia cromosomica non sopravvivono a lungo termine (possono sopravvivere gli individui caratterizzati dalla forma a mosaico, in cui la trisomia 16 esiste in alcune cellule, ma non in tutte). L'aneuploidia che permette una maggior frequenza di sopravvivenza nei bambini che ne sono affetti è la trisomia 21, che si trova nella sindrome di Down (incidenza: 1 su 800). La trisomia 18 (sindrome di Edwards) ha un'incidenza di 1 su 6 000, mentre la trisomia 13 (sindrome di Patau) ha un'incidenza di 1 su 10 000 Il 10% dei bambini con trisomia 18 o 13 raggiungono al massimo un anno di età.
Queste variazioni nel numero dei cromosomi possono non essere necessariamente presenti in tutte le cellule di un individuo. Quando l'aneuploidia viene rilevata solamente in una frazione delle cellule in un individuo, si parla di mosaicismo cromosomico. In generale, gli individui che sono a mosaico per un'aneuploidia cromosomica tendono ad avere una forma meno grave della sindrome rispetto a quelli con aneuploidia completa. Nella maggior parte delle trisomie autosomiche solo i casi di mosaicismo riescono a sopravvivere a lungo termine.

## Tipologie
- Nullisomia (2n - 2): mancanza di una coppia di cromosomi omologhi;
- Monosomia (2n - 1): perdita di un solo cromosoma. Una monosomia parziale può verificarsi in seguito a traslocazioni sbilanciate. La monosomia dei cromosomi sessuali (45, X) provoca la sindrome di Turner;
- Disomia (2n): è la presenza di due copie di un cromosoma. Per gli organismi, come gli esseri umani, che hanno due copie di ciascun cromosoma (diploidi), è la condizione normale. Per gli organismi che normalmente hanno tre o più copie di ciascun cromosoma (quelli che sono triploidi o superiori), la disomia è un corredo cromosomico aneuploide. Si può parlare anche di disomia uniparentale, in cui entrambe le copie di un cromosoma provengono dallo stesso genitore (senza alcun contributo dall'altro genitore);
- Trisomia (2n + 1): presenza di tre copie di un cromosoma invece delle due canoniche. Esempi di trisomie sono la sindrome di Down (trisomia 21), di Edwards (trisomia 18), di Patau (trisomia 13) e le trisomie dei cromosomi sessuali (47,XXX), (47,XXY, provoca la sindrome di Klinefelter), (47,XYY provoca la sindrome di Jacobs);
- Tetrasomia (2n + 2) e pentasomia (2n + 3): presenza rispettivamente di quattro o cinque copie di un gene. Sono rare per gli autosomi mentre per i cromosomi sessuali dell'essere umano sono state segnalate: XXXX, XXXXX, XXXXY e XYYYY.

Queste forme si possono combinare assieme, per dare origine per esempio a:
- doppia trisomia (2n + 1 + 1): eccesso di due cromosomi non omologhi;
- doppia monosomia (2n - 1 - 1): perdita di due cromosomi non omologhi;
- doppia tetrasomia (2n + 2 + 2): guadagno di due coppie di cromosomi omologhi.

## Conseguenze delle aneuploidie
| Colore | Significato                                |
| ------ | ------------------------------------------ |
|        | Letale                                     |
|        | Normale fenotipo femminile                 |
|        | Normale fenotipo maschile                  |
|        | Sindrome di Turner (femmina anormale)      |
|        | Sindrome di Klinefelter (maschio anormale) |

|       | 0     | X      | XX      | XXX      | XXXX      | XXXXX      |
| ----- | ----- | ------ | ------- | -------- | --------- | ---------- |
| 0     | 00    | X0     | XX      | XXX      | XXXX      | XXXXX      |
| Y     | Y0    | XY     | XXY     | XXXY     | XXXXY     | XXXXXY     |
| YY    | YY    | XYY    | XXYY    | XXXYY    | XXXXYY    | XXXXXYY    |
| YYY   | YYY   | XYYY   | XXYYY   | XXXYYY   | XXXXYYY   | XXXXXYYY   |
| YYYY  | YYYY  | XYYYY  | XXYYYY  | XXXYYYY  | XXXXYYYY  | XXXXXYYYY  |
| YYYYY | YYYYY | XYYYYY | XXYYYYY | XXXYYYYY | XXXXYYYYY | XXXXXYYYYY |

| Colore | Significato |
| ------ | --- |
|        | Caso in cui una trisomia completa (non a mosaico) non può sopravvivere a lungo                                                 |
|        | Caso in cui una trisomia completa (non a mosaico) può occasionalmente sopravvivere a lungo (in assenza di altre complicazioni) |
|        | Caso in cui una trisomia completa (non a mosaico) può sempre sopravvivere a lungo (in assenza di altre complicazioni).         |

| #  | Monosomia                                              | Trisomia                                  |
| -- | ------------------------------------------------------ | ----------------------------------------- |
| 1  |                                                        | Trisomia 1                                |
| 2  |                                                        | Trisomia 2                                |
| 3  |                                                        | Trisomia 3                                |
| 4  | Sindrome di Wolf-Hirschhorn                            | Trisomia 4                                |
| 5  | Sindrome del grido di gatto delezione del cromosoma 5q | Trisomia 5                                |
| 6  |                                                        | Trisomia 6                                |
| 7  | Sindrome di Williams                                   | Trisomia 7                                |
| 8  |                                                        | Sindrome di Warkany 2                     |
| 9  |                                                        | Trisomia 9                                |
| 10 |                                                        | Trisomia 10                               |
| 11 | Sindrome di Jacobsen                                   | Trisomia 11                               |
| 12 |                                                        | Trisomia 12                               |
| 13 |                                                        | Sindrome di Patau                         |
| 14 |                                                        | Trisomia 14                               |
| 15 | Sindrome di Angelman Sindrome di Prader-Willi          | Trisomia 15                               |
| 16 |                                                        | Trisomia 16                               |
| 17 | Sindrome di Miller-Dieker Sindrome di Smith-Magenis    | Trisomia 17                               |
| 18 | Delezione del cromosoma 18q                            | Sindrome di Edwards                       |
| 19 |                                                        | Trisomia 19                               |
| 20 |                                                        | Trisomia 20                               |
| 21 |                                                        | sindrome di Down                          |
| 22 | Sindrome di DiGeorge                                   | Sindrome degli occhi di gatto Trisomia 22 |

## Aneuploidia parziale
I termini "monosomia parziale" e "trisomia parziale" vengono utilizzati per descrivere uno squilibrio di materiale genetico causato dalla perdita o dal guadagno di una parte di un cromosoma. In particolare, questi termini vengono utilizzati nel caso di una traslocazione non bilanciata, in cui un individuo porta un cromosoma derivato dalla rottura e dalla fusione di due cromosomi diversi. In questa situazione, l'individuo avrebbe tre copie di una parte di un cromosoma (due copie normali e la parte che esiste sul cromosoma derivato) e solo una copia della parte dell'altro cromosoma implicato nella traslocazione non bilanciata.

## Diagnosi
L'aneuploidia delle cellule germinali viene in genere rilevata tramite la determinazione del cariotipo. Altre tecniche utilizzate sono l'ibridazione in situ fluorescente (FISH), la reazione a catena della polimerasi (PCR), la PCR fluorescente quantitativa (QF-PCR), la Real-time PCR (RT-PCR), spettrometria di massa quantitativa dei singoli polimorfismi nucleotidici, e l'ibridazione genomica comparativa (CGH).
Questi test possono essere eseguiti anche in epoca prenatale per rilevare la presenza di aneuploidie in una gravidanza, attraverso l'amniocentesi o il prelievo dei villi coriali. Le donne in gravidanza con un'età di 35 anni o più sono soggette normalmente a un'analisi prenatale, perché la possibilità di aneuploidia cromosomica aumenta con l'aumentare dell'età della madre. Recentemente sono stati sviluppati metodi di controllo meno invasivi basati sulla presenza di materiale genetico fetale nel sangue materno.